# Жути јаблан
Жути јаблан (лат. Trollius europaeus) врста је биљке из породице љутића.

## Опис
Mоже достићи висину од 50 до 70цм. Листови дубоко усечени, изгледају врло слично ливадском купусу, осим што су им горња и доња површина глатке. Пет до петнаест урезаних жутих грлића (које већина људи назива "латице") чини чашицу цвета, која је заиста кугласта и промера 3 до 5 цм. Цветови обично остају затворени, а опрашују их муве које су довољно мале да се увуку између шкољки. Семе сазрева између јула и септембра и транспортује се на нове локације испашом животиња на које не утичу токсини за које се зна да се јављају у овим биљкама. Семе се полаже заједно са обилном залихом органског 'компоста'. Током зиме, када  стабљике одумру, до следећег пролећа задржава се базална розета, свака са три до пет великих сегмената који су даље подељени. То чини лоцирање прилично лако у било које доба године. 

## Дистрибуција и станиште
Могу се наћи у Великој Британији и Ирској, али су веома ретки осим у деловима Велса, северној Ирској, северној Енглеској и Шкотској.  Пореклом је из северне и централне Европе, али пошто није адапиарн на високе температуре, у јужнијим деловима биљка је ограничена на хладне, влажне високопланинске регије. Расте на осунчаним или делимично засенченим местима као што су влажне ливаде, мочварни јарци, рубови језера, нарочито тамо где је тло алкално или бар неутрално. У алпијским регијама у континенталној Европи ову врсту најчешће виђамо на пределима заклоњеним од ветра. Као мало отровна, ова биљка је у прошлости коришћена као средство за чишћење. 